# På nattlig vandring
På nattlig vandring är ett samlingsalbum med Kenta Gustafsson som utgavs postumt 2003. Låtarna är inspelade mellan 1979 och 1999. Det mesta är nyinspelat, låten Just idag är jag stark är en nyinspelning från 1999. Låtarna Wiman och Sverige hade tidigare släppts singel 1998. Producent var trummisen Tony Labidi som spelat med på flera av Kenta Gustafssons skivor inklusive hans debutalbum Kenta.

## Låtlista
1. På nattlig vandring
2. Wiman
3. Sverige
4. Luffaren
5. Bajen Forever
6. Morgontöcken
7. Hammarbyland
8. Aldrig mer
9. Mordas
10. Just idag är jag stark